# Enoplognatha selma
Enoplognatha selma är en spindelart som beskrevs av Chamberlin och Ivie 1946. Enoplognatha selma ingår i släktet Enoplognatha och familjen klotspindlar. Inga underarter finns listade i Catalogue of Life.